# 天鹅演习
天鹅演习（英語：Exercise Cygnus）是英国国民医疗服务体系在2016年10月进行的一次模拟演习，旨在评估假设的亚洲流感（H2N2）疫情对英国的影响。演习结果显示，此次疫情将导致英国卫生系统因资源匮乏而崩溃。当时的首席医疗官萨利·戴维斯表示，缺乏医用呼吸机和尸体处理的后勤保障的问题是十分严重。截至2020年4月，演习的全部结果仍是机密。
《每日电讯报》报道，一位政府消息人士称，模拟结果 “太可怕了”（too terrifying），不能透露。据《每日电讯报》报道，这次演习导致一种设想产生，即“群体免疫”的方法将是对类似流行病的最佳对策。
一些新闻报道根据“天鹅演习”得出的结论，批评英国政府对2019冠状病毒病疫情的处理。
2020年4月底，《观察家报》报道称，政府因要求公布研究结果而受到法律诉讼的威胁。这份被列为“官方-敏感”（Official - Sensitive）的报告于2020年5月7日被泄露，并全文发表在《卫报》上（除被隐去的部分联系方式）。